# Царица Маримба
Царица Маримба — героиня народных легенд, чьи достижения стали частью фольклора Африки. В большинстве традиционных африканских культур она считается богиней или одной из бессмертных. Образ этой героини исследовался фольклористами довольно скудно, и в настоящее время наиболее подробным источником информации о жизни царицы Маримбы являются сочинения Вуса-мазулу Кредо Мутвы (Vusa’mazulu Credo Mutwa), которые были опубликованы начиная с конца 1960-х годов: это книги «Мой народ, моя Африка» (англ. My People, My Africa), «Мои дети Индаба» (англ. Indaba My Children) и «Африка мне свидетель» (англ. Africa Is My Witness).
В большинстве легенд она так или иначе связана с музыкой и обучает людей пению, а также создаёт прототипы различных видов музыкальных инструментов, известных африканцам: нгома (барабан), маримба (ксилофон), калимба (ламеллафон), маквеяна, или музыкальный лук, и рафт-цитра, или ручной ксилофон, известный как мукимбе.